# Sabina Bartolí Gardell
Sabina Bartolí Gardell   (Setcases, 15 d'abril de 1918 - Vinçà, 22 de desembre de 2016), també coneguda com a Sabine González (el seu cognom de casada), va ser una dona catalana emigrada el 1929 amb la família a Vallmanya (Conflent). Durant la Segona Guerra Mundial, va formar part de la resistència francesa. Empresonada juntament amb la seva mare, Maria del Carme Gardell García, va ser deportada al camp de concentració de Ravensbrück, on va esdevenir òrfena. Més tard, va ser traslladada al camp de concentració de Flossenbürg i al subcamp de treball d'Helmbrechts. El maig de 1945 va ser alliberada i repatriada a França. El 1975 el govern francès la va condecorar amb la medalla de la Legió d'Honor.

## Biografia
Nascuda al poblet de Setcases (Ripollès), era filla de Joan Bartolí Guillaumes i Maria del Carme Gardell Carola i tenia tres germans: Josep, Jaume i Hermínia. Quan tenia onze anys, per raons econòmiques, la família es va establir a Vallmanya, al departament dels Pirineus Orientals. Es va casar amb l'asturià Jovino González García, àlies Cubino, i van tenir una una filla, Raimunda. A l'esclat de la Segona Guerra Mundial, vivien al Mas dels Cabanats, propietat del militar i polític Abdon Robert Casso, natural de Vallmanya i resident a París. Jovino González era la ma dreta de René Horte, mestre del poble, comunista i sindicalista. La família Bartolí-Gardell-González donava suport als moviments de la resistència local (Combat, Franc-tireur i Liberatión Sud); al principi, només alimentant, allotjant i amagant alguns dels seus membres, però de mica en mica, el Mas Cabanats es va convertir en un punt logístic primordial per a fugitius, passadors, maquis i agents d'informació de la Xarxa Cometa. A partir de 1942 Sabine González (Bartolí) també es va incorporar a les xarxes Darius, Sabot i a l'estat major de l'Armée Secréte (Organització de l'Exèrcit Secret). A l'agost de 1943 tenien amagats a casa seva el mestre René Horta, un republicà i un antifeixista belga. Arran d'una denúncia anònima, la policia del Govern de Vichy van irrompre al Mas, però mare i filla els van barrar les portes i van resistir, en mig d'un tiroteig, fins que els maquisards van aconseguir fugir per la finestra del darrere. Detingudes i colpejades, van ser enviades, successivament, a les presons d'Els Banys i Palaldà, a la ciutadella de Perpinyà i al camp de Compenha, prop de París, d'on van sortir el 31 de gener de 1944, en direcció a Ravensbrück, en un dels transports més massius de resistents catalanes, entre les quals hi havia Neus Català i Alfonsina Bueno Vela. Van viatjar amuntegades en vagons de bestiar durant tres dies, quasi sense menjar ni beure. El 3 de febrer de 1944 van arribar al camp i van ser registrades amb llurs cognoms de casades: Carmen Bartolí, número 27046, i Sabina González, número 27156.
Al cap de poc, el 2 agost de 1944 va tenir lloc el fet conegut com la massacre de Vallmanya. El poble sencer va patir la venjança nazi i va ser totalment destruït. Els habitants que no van poder fugir van ser assassinats o deportats.
Les duríssimes condicions de Ravensbrück, la fam, el fred i els maltractaments, van delmar ràpidament la salut de les presoneres. Maria del Carme Gardell, que ocupava el barracó 22,va morir de tifus el 15 d'abril de 1945, en braços de la seva companya Coloma Seró Costa. Sabina González la va sobreviure i encara va patir dos trasllats més: al camp de Flossembürg i al camp de treball de Helmbrechts, on va ser obligada a treballar en la fabricació de munició i peces per a l'exèrcit alemany. El 5 de maig de 1945 va ser alliberada i repatriada a França. El 1975 el govern francès la va condecorar amb la medalla de la Legió d'Honor. Va morir a Vinçà el 22 de desembre de 2016, als noranta-vuit anys.